# Jüdischer Friedhof (Hemer)

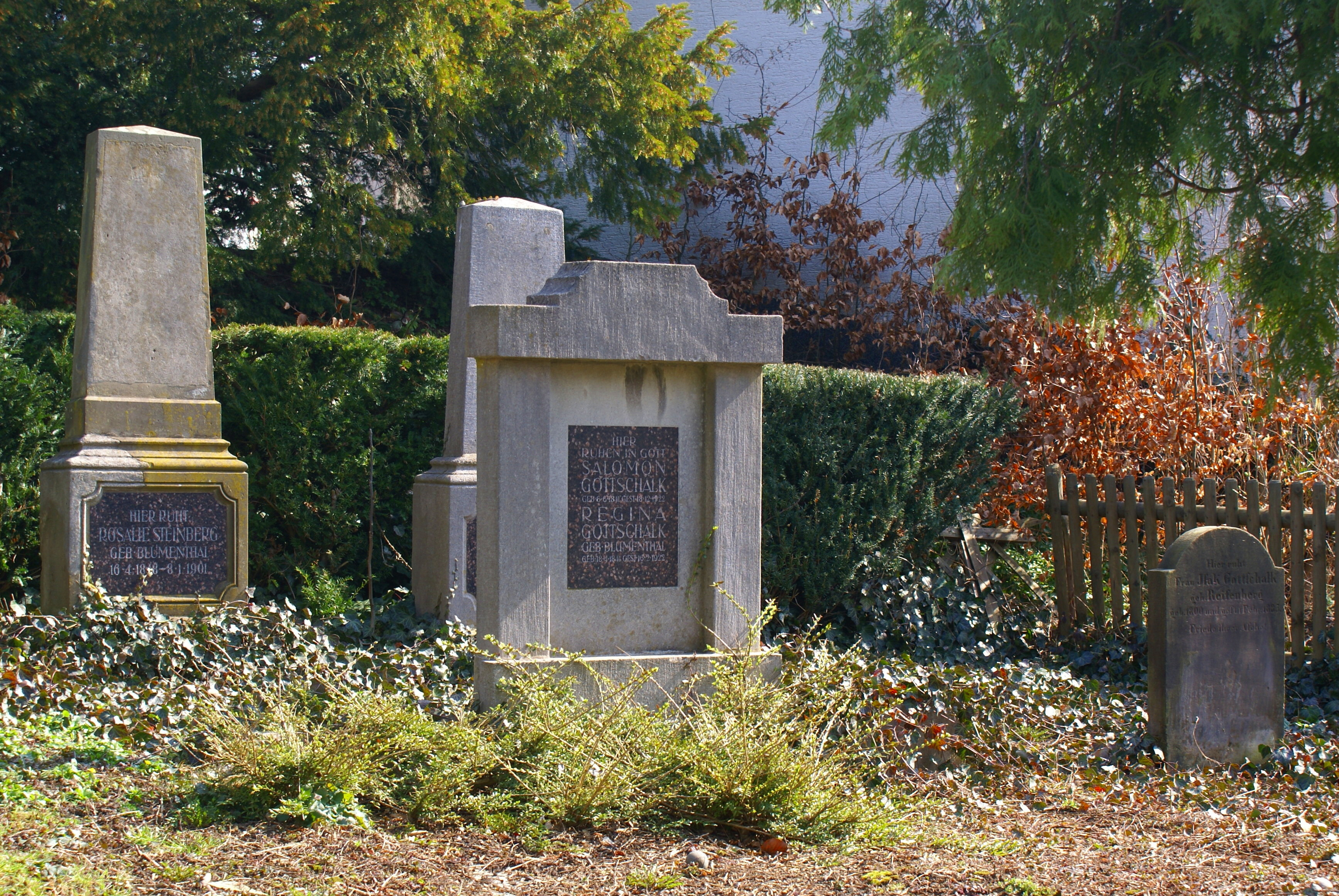
Jüdischer Friedhof in Hemer

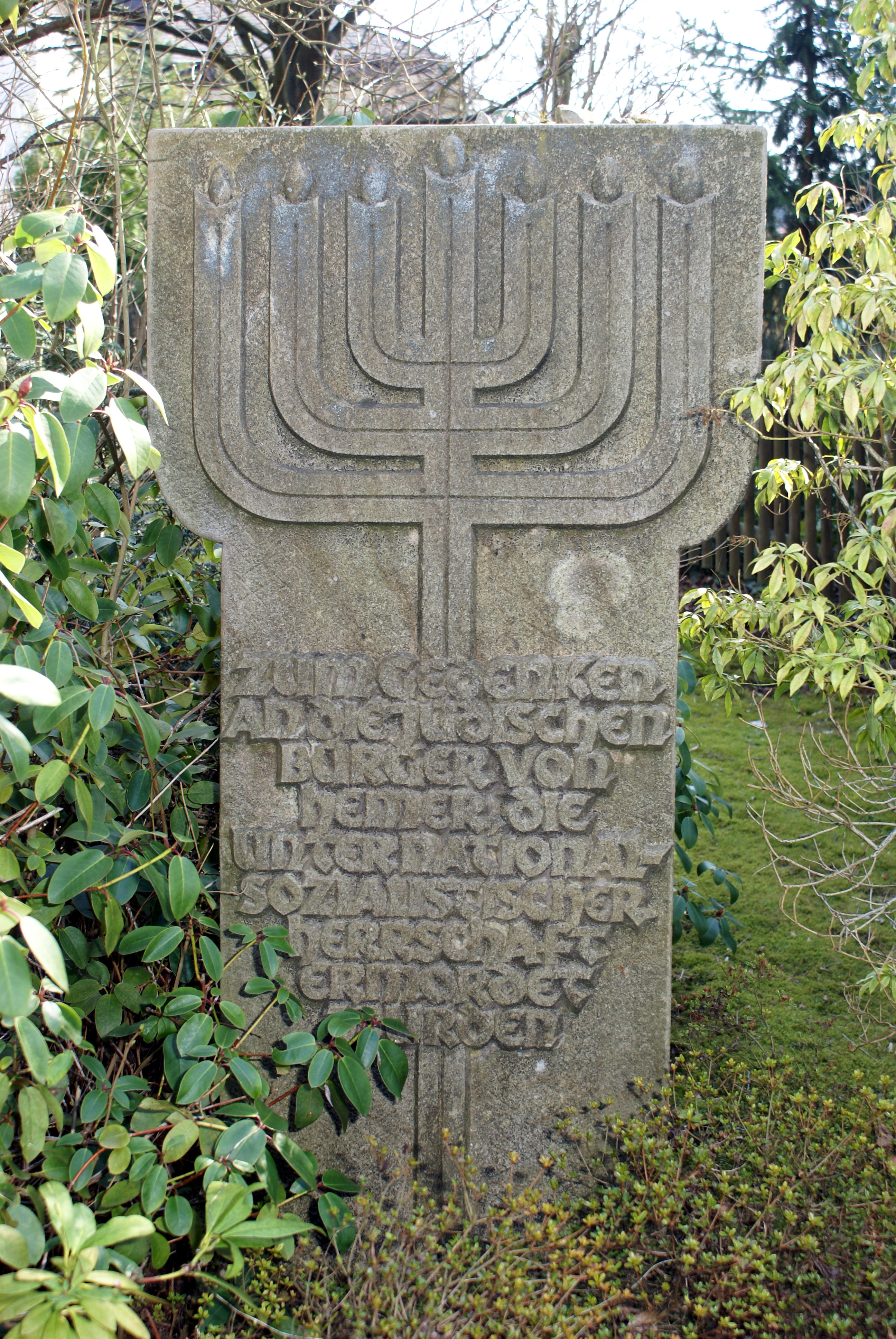
Gedenkstein auf dem jüdischen Friedhof in Hemer

Der Jüdische Friedhof Hemer ist ein jüdischer Friedhof in Hemer, einer Stadt im Märkischen Kreis  in Nordrhein-Westfalen. Der Friedhof befindet sich Am Perick.

## Geschichte
Die jüdische Gemeinde Hemer errichtete um 1800 einen eigenen Friedhof. Der Friedhof besitzt heute noch 25 Grabsteine (Mazewot) und die letzte Bestattung war im Jahr 1955.
Auf dem Friedhof befindet sich ein Gedenkstein für die getöteten jüdischen Bürger aus Hemer in der Zeit des Nationalsozialismus.